# 八山田西
八山田西（やつやまだにし）は、福島県郡山市の町丁である。郵便番号は963-8053。

## 地理
郡山市中部の富久山地区に属する。北で富久山町八山田、東で八山田、南で富田東、富田町、西で東原と隣接する。富久山町八山田南部や周辺の富田町、喜久田町の一部が八山田第二土地区画整理事業の換地処分に伴い2018年に分離され新設された。南西部から時計回りに東へ一丁目から五丁目が設置されている。全体が住宅地で占められており、幹線道路沿いに大型店舗が複数出店している。富久山町福原に所在する郡山北警察署富久山交番、及び富久山町八山田に所在する郡山消防署富久山分署がそれぞれ管轄にあたる。

### 河川
一級水系阿武隈川水系
- 八股川

## 沿革
- 2018年8月18日 - 八山田第二土地区画整理事業の換地処分により富久山町八山田、富田町、喜久田町から分離新設される。

## 世帯数と人口
2024年1月1日現在の世帯数と人口は以下の通りである。
| 大字     | 世帯数    | 人口    |
| -------- | --------- | ------- |
| 八山田西 | 1,761世帯 | 4,378人 |

## 小・中学校の学区
市立小・中学校に通う場合、学区は以下の通りとなる。
| 番地                                      | 小学校                 | 中学校             |
| ----------------------------------------- | ---------------------- | ------------------ |
| 一丁目の一部、三丁目の一部、 五丁目の一部 | 郡山市立富田東小学校   | 郡山市立冨田中学校 |
| 上記を除く全域                            | 郡山市立行健第二小学校 | 郡山市立明健中学校 |

## 交通

### 道路
- 国道4号あさか野バイパス
  - 富田跨線橋
- 福島県道296号荒井郡山線（会津街道（安積街道））
- 一級市道38号桑野日和田線
- 一級市道40号八山田1号線

## 施設
- ヨークタウン八山田
  - ヨークベニマル 八山田店
  - GU 郡山八山田店
- ヤマダ電機 郡山本店
- ニトリ 郡山八山田店
- 極楽湯 福島郡山店
- 県営八山田団地
- 八山田西公園
- 八雲神社